# Rupelmundo

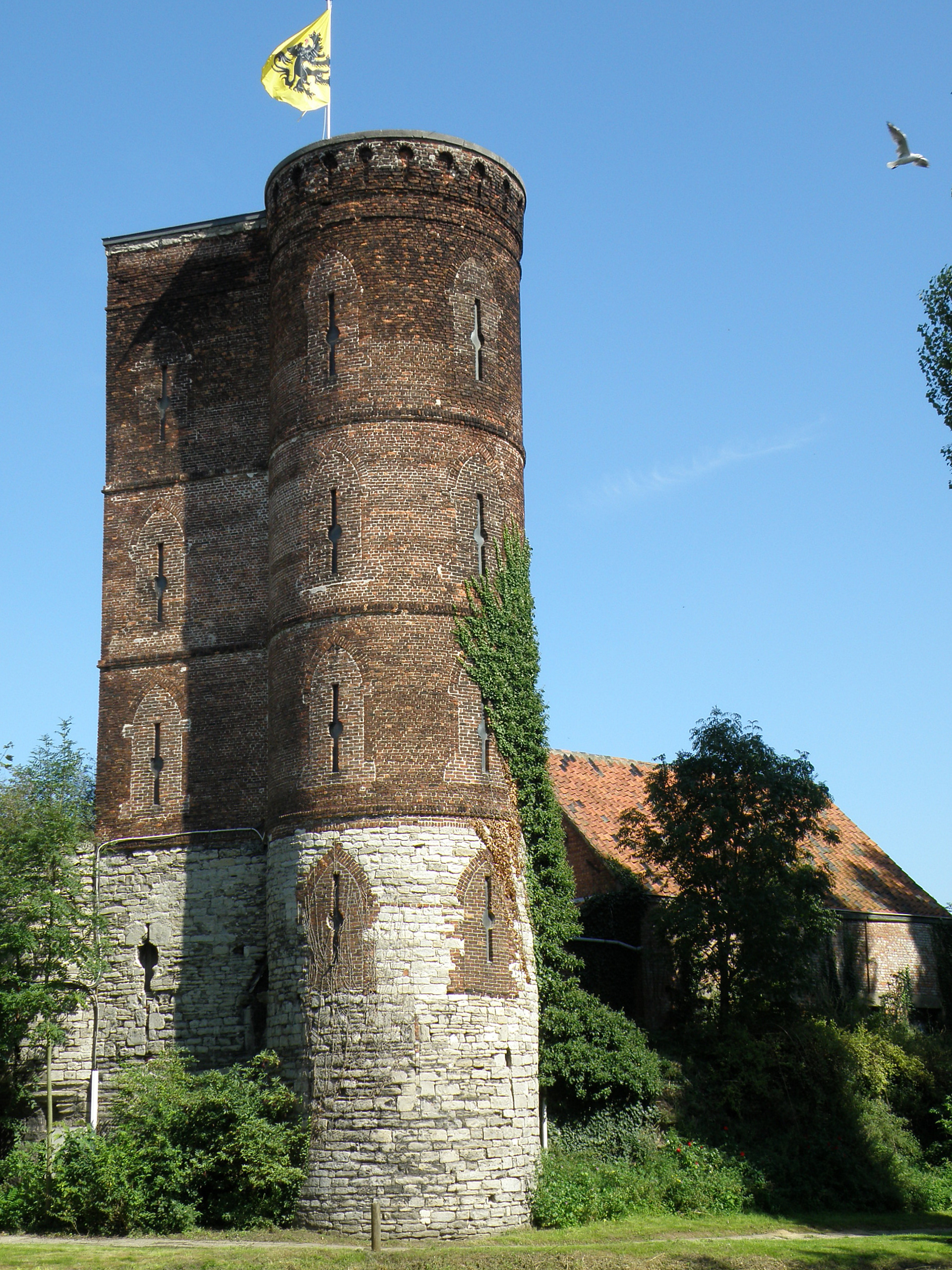
Torre de los Condes, Rupelmundo

Rupelmundo (en neerlandés: Rupelmonde) es una localidad de Bélgica de la provincia de Flandes Oriental y es una subdivisión (deelgemeente) del municipio de Kruibeke. La población de Rupelmundo, a 1 de enero de 2008, era de 3031 habitantes. La superficie de la localidad es 1,88 kilómetros cuadrados, lo que da una densidad de población de 1612 habitantes por km².

## Geografía y nombre
Rupelmundo se encuentra en la margen izquierda del río Escalda, justo en frente de la boca del río Rupel. Su ubicación explica su nombre, ya que monde equivale en flamenco antiguo a "boca, desembocadura", como el alemán Munde, Mündung. "Desembocadura del Rupel" es el significado del topónimo de esta localidad.

## Monumentos
- Torre de los condes: fortaleza del siglo XII, reconstruida en el XIX.

## Ciudadanos famosos
- Gerardo Mercator, cartógrafo del siglo XVI, famoso por idear la llamada proyección de Mercator